# Chuck Crate
Charles Brandle Crate, detto Chuck (Toronto, 26 gennaio 1915 – 7 marzo 1992), è stato un politico canadese, leader dell'Unione Canadese dei Fascisti.

## Biografia
Nato e cresciuto nell'Ontario del nord, nel 1927 si trasferì con la famiglia in un quartiere operaio di Toronto. La povertà e la disoccupazione causate dalla grande depressione radicalizzarono il giovane Crate, che iniziò a simpatizzare per il fascismo europeo. Per questo motivo iniziò a frequentare i circoli dei membri espatriati dell'Unione Britannica dei Fascisti guidata dal carismatico Oswald Mosley. Ciò lo condusse ben presto ad aderire al Partito Fascista Canadese di Winnipeg. Nel 1933 Crate divenne capo del movimento, all'età di soli 17 anni.
Il partito, rinominato "Unione Canadese dei Fascisti", non riuscì mai ad ottenere significativo supporto elettorale, al contrario del Partito Nazionale Sociale Cristiano di Adrien Arcand. A seguito della dichiarazione di guerra del Canada alla Germania nazista, il movimento fu sciolto. Crate si arruolò nella Royal Canadian Navy e servì in Inghilterra. Dopo la guerra riprese l'attività politica. Una delle sue battaglie più note fu la difesa degli immigrati dell'Europa orientale accusati di crimini di guerra.
Morì nel 1992, all'età di 76 anni.